# جون رادكليف (طبيب)
جون رادكليف (1650 - 1 نوفمبر 1714) كان طبيبًا وأكاديميًا وسياسيًا إنجليزيًا. سميت العديد من المباني التاريخية في أكسفورد، بما في ذلك كاميرا رادكليف (في قمرة رادكليف)، ومستوصف رادكليف، ومكتبة رادكليف للعلوم، ومركز رادكليف للرعاية الأولية ومرصد رادكليف باسمه. سمي مستشفى جون رادكليف، وهو مستشفى كبير من الدرجة الثالثة في هيدنجتون، باسمه أيضًا.

## حياته
رادكليف هو ابن جورج رادكليف وآن لودر، ولد في ويكفيلد، يوركشاير، حيث عمد في 1 مايو 1650. تلقى تعليمه في مدرسة الملكة إليزابيث النحوية، ومدرسة ويكفيلد ونورثاليرتون النحوية، وتخرج من جامعة أكسفورد، حيث كان طالبًا جامعيًا حاصل على نوع من أنواع المنح الدراسية في الكلية الجامعية ودرس على يد أوبديا ووكر، ليصبح زميلًا في كلية لينكولن. حصل على دكتوراه في الطب عام 1682 وانتقل إلى لندن بعد ذلك بوقت قصير. تمتع هناك بشعبية كبيرة وأصبح الطبيب الملكي لوليام الثالث وماري الثانية.
انتخب في عام 1690 عضوًا في البرلمان عن برامبر، ساسكس وفي عام 1713 عضوًا عن باكنغهام.
عند وفاته في العام التالي، ورثت ممتلكاته لأسباب خيرية مختلفة، بما في ذلك مستشفى سانت بارثولوميو في لندن والكلية الجامعية في أكسفورد، حيث سميت رادكليف كواد باسمه. ما تزال المؤسسة الخيرية التي تأسست بموجب وصيته بتاريخ 13 سبتمبر 1714 تعمل كمؤسسة خيرية مسجلة.

## سمات رادكليف
1. من بين السمات المميزة العديدة المرتبطة بـ رادكليف، لوحظ أنه عندما كان في حفلة بهيجة، لم يكن يرغب في تركها، على الرغم من أنه قد أرسل من قبل أشخاص عاليي المستوى. بينما كان مستمتعًا بشدة في إحدى الحانات، استدعي من قبل أحد رماة القنابل، الذي رغب في حضوره الفوري من أجل العقيد الخاص به؛ ولكن لم يكن من الممكن أن تتغلب أي توسلات على الطبيب لتأجيل احتفالاته.
ونُقل عن الجندي قوله: سيدي، أوامري هي أن أحضرك إلى رئيسي. واذ كان رجلًا قويًا جدًا حمله بين ذراعيه وخرج به بالقوة. لقد خان صديقه المقرب. وبعد اجتياز بعض الممرات القذرة، وصل الطبيب ومرافقه إلى زقاق ضيق.
قال رادكليف: ما هذا يا شيطان، العقيد الخاص بك لا يعيش هنا؟
لا، قال صديقه العسكري، عقيدي لا يعيش هنا - لكن رفيقي يعيش هنا، وهو يساوي اثنين من العقيد، لذا أقسم بإلهي يا دكتور، إذا لم تبذل قصارى جهدك من أجله، فسوف يكون الأمر سيئًا جدًا لك!
2. لمنح السلطة الطبية لأنفسهم، كثيرًا ما كان أطباء ذلك العصر ينشرون نظرياتهم، ونتائجهم السريرية، ودستور الأدوية (مجموعات من الإيصالات أو الوصفات الطبية). ومع ذلك، لم يكتب رادكليف إلا القليل فحسب، بل كان أيضًا يشعر ببعض الفخر المتمرد لأنه قرأ القليل، وأشار ذات مرة إلى بعض قوارير الأعشاب والهيكل العظمي في مكتبه: هذه مكتبة رادكليف. ومع ذلك، فقد ترك مبلغًا كبيرًا من المال لأكسفورد لتأسيس مكتبة رادكليف، وهي الهبة التي قال صموئيل جارث ساخرًا إنها كانت منطقية كما لو أن الخصي يمكن أن يؤسس حرمًا للنساء.
3. طبيب الملك وليام الثالث حتى عام 1699، عندما أهان رادكليف الملك بقوله: لماذا حقًا، لا أريد أن أحصل على ساقي جلالتك في ممالكك الثلاث.

## المؤسسات الطبية التي تحمل اسم رادكليف
سمي مستشفى جون رادكليف في أكسفورد على اسم جون رادكليف، كما كان الحال مع مستشفى رادكليف السابق، والذي يتم الآن إعادة تطويره للاستخدام الأكاديمي من قبل جامعة أكسفورد باعتباره حي مرصد رادكليف.

## أعماله
- دستور الأدوية لرادكليف: أو وصفات الدكتور رادكليف، جمعت بأمانة من الوصفات الأصلية الخاصة به والتي أرفقت بملاحظات مفيدة على كل وصفة طبية. الطبعة الثانية مصححة. ريفينغتون، لندن الطبعة الثانية. بواسطة إدوارد ستروثر 1716 كتاب إلكتروني مجاني جرت رقمنته بواسطة غوغل.
- دستور الأدوية Radcliffeanae Pars Altera: أو الجزء الثاني والأخير من وصفات الدكتور رادكليف، مع ملاحظات مفيدة، وما إلى ذلك. ومرفق به ملحق يحتوي على مجموعة من الوصفات، تجيب على الأمور المطلوبة في جميع الأمراض الداخلية والخارجية، مع تنبيهات مفيدة ملحقة بكل عنوان، وفهرس كامل للكل. كونه عملًا ذا استخدام عام لجميع الأطباء والصيادلة والجراحين. ريفينغتون، لندن. بواسطة إدوارد ستروثر 1716 كتاب إلكتروني مجاني جرت رقمنته بواسطة غوغل.
- المستوصف العملي للدكتور رادكليف: يحتوي على مجموعة كاملة من الوصفات الطبية، مناسبة لجميع الأمراض، الداخلية والخارجية، وموزعة تحت عناوين منظمة. ريفينغتون، لندن الطبعة الرابعة. بقلم إدوارد ستروثر 1721 طبعة رقمية من جامعة ومكتبة ولاية دوسلدورف.